# 安比韦雷
安比韦雷（義大利語：Ambivere），是意大利贝加莫省的一个市镇。总面积3.24平方公里，人口2341人，人口密度722.5人/平方公里（2009年）。国家统计（ISTAT）代码为016009。